# Ave Mary A
«Ave Mary A» es una canción pop rock de la cantante estadounidense Pink. Fue lanzada como séptimo sencillo de su álbum Funhouse en Australia de manera radial. Fue enviada a las radios el día 14 de diciembre y su lanzamiento como sencillo formal se produjo el 15 de enero del año 2010. Se especulaba que fuera el sexto sencillo a nivel mundial, pero su lanzamiento fue cancelado por la salida de "Glitter In The Air".
El tema habla sobre el caos, el mundo y las cuestiones sociales.

## Información
Según la página oficial de la cantante, la canción refiere a los problemas de la sociedad. La cantante pide ayuda para librar al planeta del caos a su alrededor y poder luchar contra el mundo loco. La canción hace referencia en su título y estribillo a la Virgen María, la cual supuestamente ha abandonado la Tierra dejándola sumida en esta en el caos total.
En cuanto a su producción y escritura, el tema fue compuesto y coproducido por Billy Mann, el cual colaboró con P!nk contando con Al Clay.
En una entrevista, Pink declaró; "Billy y yo escribimos la canción y luego nos trajeron a Al Clay, que hace muchas post-producciones y mezclas mías. Es increíble, divertido y fuma buenos puros, Jajaja. Es algo así como nuestra limpieza y es muy divertido [...] Ave María es una canción divertida. No puedo esperar a oír diez mil personas cantándola hacia mí. "

## Vídeo musical
Probablemente el sencillo carezca de video musical, ya que su lanzamiento radial y físico solo se ha realizado en Australia, y quedará como sencillo regional al igual que «Bad Influence».

## Posicionamiento
La canción fue el tema # 1 más añadido a la radio en su 2 ª semana de lanzamiento, el 26 de diciembre de 2009
| Año  | Listas                   | Mejor posición |
| ---- | ------------------------ | -------------- |
| 2009 | Australian Airplay Chart | #10            |

- Datos: Q4034636